# Luc Dehaene
Luc Dehaene (Ieper, 6 januari 1951) is een Belgische politicus voor CD&V en oud-burgemeester van Ieper.

## Biografie
Dehaene ging naar school aan het Sint-Vincentiuscollege in Ieper en haalde aan het IPSOC in Kortrijk in 1973 zijn diploma als maatschappelijk assistent. Na zijn legerdienst begon hij in de maatschappelijke sector zijn carrière, onder meer in het PC Sint-Amandus in Beernem. Daarna werd hij in Roeselare diensthoofd maatschappelijk werk bij de CM.
Zijn politieke carrière begon in 1988 en hij ging werken op de kabinetten van ministers Paul Breyne, Daniël Coens en André Bourgeois. Sinds 1989 zetelde hij in Ieper in de gemeenteraad en werd hij er bovendien schepen. In 1995 werd hij er eerste schepen en toen burgemeester Paul Breyne in 1997 provinciegouverneur werd, volgde Dehaene hem op als burgemeester van Ieper. Na 24 jaar onafgebroken in de gemeenteraad besloot hij in 2012 geen kandidaat meer te zijn bij de gemeenteraadsverkiezingen van dat jaar.